# Tatami Academy
Tatami Academy (Kickin' It) est une série télévisée américaine créée par Jim O'Doherty et diffusée depuis le 13 juin 2011 sur Disney XD.
En France, la série est diffusée du janvier 2012 au 24 août 2019 sur Disney XD.

## Synopsis
Situé dans un centre commercial à San José, en Californie, le Bobby Wasabi Martial Arts Academy est connu comme étant le pire dojo de la chaîne nationale Bobby Wasabi. Pour améliorer l'image du dojo, une équipe soudée accueille un nouvel élève, Jack. Les enfants vont tous à Seaford High School, où ils ont tendance à entrer dans toutes sortes d'aventures traitant de la vie, l'amour et l'école. Tous les membres du dojo suivent le code Wasabi : « Oh lumière du dragon, nous faisons le serment d'être justes et honnêtes jusqu'à la fin des temps, wasabi ».

## Distribution et personnages

### Acteurs principaux
- Leo Howard (VF : David Scarpuzza) : Jack Brewer, le petit nouveau en ville qui est un artiste expérimenté en arts martiaux. Il a appris le karaté de son grand-père qui a formé Bobby Wasabi pour tous ses films. Il est loyal envers ses amis et les incite à faire de leur mieux. Dans l'épisode "Guerriers Wazombies", on peut voir que Jack a le béguin pour Kim.
- Dylan Riley Snyder (VF : Aurélien Ringelheim) : Milton Krupnick, un étudiant qui s'inscrit aux arts martiaux pour se défendre après avoir été victimes d'intimidation. Il n'est bizarrement pas au courant de ses propres insuffisances et a manque de confiance en lui.
- Mateo Arias (VF : Sébastien Hébrant) : Jerry Martinez , un loup solitaire. Il est latino et parle l'espagnol couramment. Il est un danseur de talent qui agit comme un gros dur, mais il est loyal et sérieux quand il s'agit de l'amitié.
- Olivia Holt (VF : Claire Tefnin) : Kim Crawford est la seule fille dans le dojo. Elle était un ancien membre du dojo rival, les dragons noirs, mais elle a rejoint les Wasabi après avoir découvert que les dragons noirs étaient des tricheurs. Dans l'épisode Hit the road Jack, elle avoue avoir le béguin pour Jack et dans l'épisode " Wazombie Warriors" ils ont leur premier rendez-vous. (principale saison 1 à 3)
- Alex Christian Jones (VF : Alessandro Bevilacqua) : Eddy Jones, un gamin doux mais sans coordination qui aime le sentiment d'accomplissement, mais craint que si le dojo se ferme, il n'aura d'autre choix que de retourner à l'Académie de danse de Mme King. (principal saison 1 et 2)
- Jason Earles (VF : Emmanuel Dekoninck) : Rudy Gillepie, un ancien amateur d'arts martiaux qui a été écarté par une blessure. c'est le propriétaire et le sensei du Bobby Wasabi Martial Arts Academy.

### Acteurs récurrents et invités
- Joel McCrary : Bobby Wasabi (Saisons 1 à 3, puis saison 4 - épisode 9)
- Brooke Dillman : Joan Malone (Saisons 1 à 4)
- Ian Reed Kesler : Seisei Ty (Saisons 1 à 4)
- Dan Ahdoot : Falafel Phil (Saisons 1 à 4)
- Wayne Dalgish : Frank Bickle (Saisons 1 à 3)
- Eric Nenninger : Principal / Coach Funderbuck (6 épisodes)
- Evan Hoefer : Randy Plotski (6 épisodes)
- Loni Love : Marge (5 épisodes)
- Hannah Leigh : Julie (5 épisodes)
- Rio Mangini : Sam (5 épisodes)
- Jim O'Doherty : Chappy Chapman (3 épisodes)
- Katherine McNamara : Claire (3 épisodes)
- Oana Gregory : Mika (3 épisodes)
- Peter Oldring : Lonnie (3 épisodes)
- Joey Luthman : Emmett (3 épisodes)
- Eddie Pepitone : Lou (3 épisodes)
- Gerald Okamura : Grand Maître Po (2 épisodes)
- Matt Mullins : Trent Darby (2 épisodes)
- Billy Unger (VFB : Thibaut Delmotte) : Brody Carson (Saison 1 - épisode 20)
- Big Easy Lofton : Lui-même (Saison 2 - épisode 4)
- Special K. Daley : Lui-même (Saison 2 - épisode 4)
- Dizzy Grant : Lui-même (Saison 2 - épisode 4)
- Flight Time Lang : Lui-même (Saison 2 - épisode 4)
- James Sie : Yin Chen (Saison 2 - épisode 13)
- Derek Mio : Wan Chi (Saison 2 - épisode 13)
- Denise Richards : Leona (Saison 2 - épisode 16)
- Kyrie Irving : Lui-même (Saison 2 - épisode 18)
- Booboo Stewart (VFB : Pierre Lognay) : Carson Hunter (Saison 2 - épisode 20)
- George Wendt : Oncle Blake (Saison 2 - épisodes 22 et 23)
- Jillian Michaels : Lui-même (Saison 2 - épisodes 22 et 23)
- Kofi Kingston : Lui-même (Saison 2 - épisode 23)
- Brendan Patrick Conor : Le Père Noël (Saison 2 - épisode 24)
- Byrne Offut : Père de Milton (Saison 3 - épisode 3)
- Bill Chott (VF : Alain Flick) : Barnabus (Saison 3 - épisode 3)
- Cullen Douglas : Farmer Pratchett (Saison 3 - épisode 6)
- Amanda Leighton : Erica (Saison 3 - épisode 7)
- Travis Schuldt : Chuck Banner (Saison 3 - épisode 10)
- Kaylee Bryant : Tori (Saison 3 - épisode 11)
- Kelli Berglund (VFB : Maia Baran) : Sloane Jennings (Saison 3 - épisode 12)
- Cooper Barnes : Vance Jennings (Saison 3 - épisode 12)
- Brad Potts : Général Jones (Saison 3 - épisode 14)
- Robert Costanzo : Harvey (Saison 3 - épisode 19)
- Lulu Antariksa : Grey Cole (Saison 3 - épisode 21)
- Todd Howard : Titus (Saison 4 - épisode 4)
- Amy Paffrath : Corrine (Saison 4 - épisode 5)
- Robert Curtis Brown : Preston (Saison 4 - épisode 8)
- Pat Finn : Spanky Danger (Saison 4 - épisode 11)
- Connor Weil : J.P. (Saison 4 - épisode 14)

## Casting
- Le casting de la série a commencé en 2010 ; Jason Earles, ancienne star de Disney Hannah Montana a été casté en premier dans le rôle de Sensei Rudy"
- Leo Howard, ceinture noire en karaté et ancienne star de Disney Leo Little Big Show a ensuite eu le rôle de Jack.
- Dylan Riley Snyder, ancienne star de Tarzan de Disney comédie musicale de Broadway a obtenu le rôle de Milton.
- Mateo Arias a eu le rôle de Jerry.
- Olivia Holt, qui avait fait plusieurs apparitions dans des publicités pour Hasbro, Mattel et Bratz a eu le rôle de Kim
- Alex Christian Jones, qui avait fait une apparition dans le clip Flying Without Wings de Ruben Studdard, a obtenu le rôle d'Eddie.

## Épisodes

### Première saison (2011-2012)
1. La nouvelle recrue (Wasabi Warriors)
2. Sauvez le sumo (Fat Chance)
3. Sabotage (Dummy Dancing)
4. Opération parking (Dojo Day Afternoon)
5. Jeux de rôles (Swords and Magic)
6. Encore un peu de Wasabi ? (Road to Wasabi)
7. Faux pas (All the Wrong Moves)
8. Fan de Ricky (Ricky Weaver)
9. La statue (Wax on, Wax off)
10. La publicité (The Commercial)
11. Kung Fu Cop (Kung Fu Cop)
12. La légende du Bouch-cher d'Halloween (Boo Gi Nights)
13. Le choc des titans (Clash of the Titans)
14. L'agent Milton (Badge of Honor)
15. La grande évasion (The Great Escape)
16. Qui a pris mon sabre ? (Dude, Where's My Sword?)
17. Ça passe ou ça casse (Breaking Board)
18. La loi du plus rusé (Reality Fights)
19. Jack contre Kaï (Kickin' It in China)
20. La revanche des Dragons Noirs (The Wrath of Swan)
21. Un catcheur nommé Rudy (Rowdy Rudy)

### Deuxième saison (2012-2013)
Le 21 septembre 2011, Disney XD annonce une deuxième saison dont la diffusion a débuté le 2 avril 2012.
1. Un karatéka sachant catcher (Rock 'em Sock 'em Rudy)
2. Milton, la légende de Seaford (My Left Foot)
3. Chacun sa famille (We are Family)
4. L'oncle d'Eddie à la rescousse (Eddie Cries Uncle)
5. Opération mulot (Skate Rat)
6. La grande parade (Capture the Flag)
7. La tornade Wasabi (It Takes Two to Tangle)
8. Les gardes du corps (Buddyguard)
9. La crèche du dojo (DojoDay Care)
10. Indiana Eddie (Indiana Eddie)
11. La revanche de Kim (Kim of Kong)
12. Le temps des épreuves (Kickin' It Old School)
13. Au temple Shaolin (The Chosen One)
14. Le grand départ (Hit the Road Jack)
15. Souviens-toi, Jack (A Slip Down Memory Lane)
16. Veuillez capturer la mariée (Wedding Crashers)
17. Les guerriers Wazombies (Wazombie Warriors)
18. Jerry travaille du pied gauche (Sole Brothers)
19. L'élection (All the President Friends)
20. Jack contre Carson (New Jack City)
21. Opération survie (Karate Games)
22. La fin des guerriers Wasabi ? (1/2) (Kickin'it On Our Own)
23. La fin des guerriers Wasabi ? (2/2) (Kickin'it On Our Own)
24. Noël en danger (Twas the Crime Before Christmas)

### Troisième saison (2013-2014)
Le 5 novembre 2012, Disney XD a été renouvelée pour une 3e saison. Elle est entrée en production en janvier 2013. Cette saison a débuté le 1er avril 2013 sur Disney XD USA et débute en France le 7 septembre 2013 sur Disney XD.
1. Falafel royal (Spyfall)
2. Le duel des dojos (Dueling Dojos)
3. Le concours d'inventions (Glove Hurts)
4. Le cauchemar des salles de cours (The Sub Sinker)
5. Kilt ou double (Meet the McKrupnicks)
6. La ferme Wasabi (Witless Protection)
7. Seul contre tous (Jack Stands Alone)
8. Un couple trop secret (Two Dates and a Funeral)
9. Les meilleurs amis du monde (Win, Lose or Ty)
10. Un sensei sensé (Sensei & Sensibility)
11. Une équipe en or (Gabby's Gold)
12. Une nouvelle recrue (The New Girl)
13. Hôtel Shaolin Résidence (Fawlty Temple)
14. La tête dans les étoiles (Seaford, We Have a Problem)
15. Le temple maudit (Temple Of Doom)
16. Week-end au lycée (Home Alone At School)
17. Mama  Mima (Mama Mima)
18. Le tremplin du rock (School of Jack)
19. La reine du Karting (Queen of Karts)
20. Le retour de Bobby Wasabi (How Bobby Got His Groove Back)
21. Mission à Washington (Return of Spyfall)
22. La naissance du code Wasabi (Wasabi Forever)

### Quatrième saison (2014-2015)
Le 21 août 2013, Disney XD a renouvelé la série pour une quatrième saison qui entrera en production en janvier 2014. Olivia Holt ne sera pas dans la saison 4 car elle tournera dans la nouvelle série de Disney Channel, C'est pas moi.
1. Ils sont de retour (The Boys are Back in Town)
2. Les chercheurs d'or (Gold Diggers)
3. De zéro à héros (From Zeroes to Heroes)
4. Arnold Schwarzenrudy (The Stang)
5. Le geek masqué (Nerd With a Cape)
6. L'étrange porte-bonheur (RV There Yet?)
7. L'invasion des pirates fantômes (Invasion of the Ghost Pirates)
8. Abracadabra (The Amazing Krupnick)
9. La bataille de Seaford Hill (Battle of Seaford Hill)
10. Bagarre au musée (Fight at the Museum)
11. Sur la corde raide (Tightroping the Shark)
12. Sergent Jack (Full Metal Jack)
13. Deux agents très spéciaux (Martinez & Malone: Mall Cops!)
14. La fraternité des os et du crâne (Seaford Hustle)
15. Karaté channel (Kickin' It in the Office)
16. Le bateau de la générosité (Bringing Down the House)
17. Avec ou sans Jack? (You Don't Know Jack)
18. Le grand maître (The Grandmaster)